# استان نامنتنگا
استان نامنتنگا (به لاتین: Namentenga Province) یک استان در بورکینافاسو است که در Centre-Nord Region واقع شده‌است.

## خصوصیات
استان نامنتنگا ۶٬۴۶۴ کیلومترمربع مساحت و ۳۲۷٬۷۴۹ نفر جمعیت دارد.